# RioFilme
A RioFilme é uma distribuidora cinematográfica brasileira criada em novembro de 1992 e gerida pela Prefeitura do Rio de Janeiro.

## Histórico

### Anos 1990-2000
Fundada em 1992 para apoiar a produção e distribuição de cinema na cidade, foi revitalizada em 2009 com a missão de promover o desenvolvimento da indústria audiovisual carioca, levando em conta seus impactos econômicos e sociais na cidade. Após ser revitalizada, deixou de ser apenas distribuidora e tornou-se uma investidora em produção, distribuição, exibição, infraestrutura, difusão e capacitação, atuando também em parceria com a iniciativa privada. Desde então, a Prefeitura investiu, por meio da RioFilme, cerca de R$ 100 milhões em 252 projetos de filmes, eventos, ampliação do acesso e capacitação.
Sua receita saltou de cerca de R$ 1,5 milhão em 2008, para cerca de R$ 24 milhões no período de 2009 a 2012, dinheiro que foi totalmente reinvestido no setor de audiovisual carioca através de novos programas de financiamento em cinema e TV, capacitação de profissionais do setor, implantação de novas salas do Cine Carioca, e do Programa de Investimento Não Reembolsável.[carece de fontes?]

### Anos 2010
Em 2012, a distribuidora teve uma das sete maiores bilheterias do Brasil, após formar o consórcio Downtown/Paris/RioFilme.
2013
Em 2013, um dos filmes codistribuídos pela Downtown Filmes e a RioFilme foi considerado um dos maiores lançamentos da história do cinema brasileiro, Até Que a Sorte nos Separe 2, estreando em 734 cinemas. No mesmo ano, foi um dos corealizadores do festival É Tudo Verdade, e patrocinador do Festival Varilux de Cinema Francês. Em outubro lançou um programa para valorizar a história do cinema, o "Circuito RioFilme", feito em parceria com o Instituto Rio Patrimônio da Humanidade (IRPH), no qual placas com informações foram instaladas em vários pontos do Rio de Janeiro.
2014
Em 2014 publicou o edital "Cinema Acessível", em apoio a complexos de cinemas do Rio de Janeiro que tenham acessibilidade para pessoas com algum tipo de deficiência. Em março criou um edital para a produção de webséries. Em junho passou a oferecer cursos gratuitos para o setor audiovisual, junto com a Secretaria Municipal de Cultura do Rio de Janeiro, e com o apoio do Ministério da Educação e Cultura, por meio do Programa Nacional de Acesso ao Ensino Técnico e Emprego (PRONATEC). Em julho, em parceria com a Columbia University, iniciou a segunda turma para roteirista profissionais para TV. Em agosto, realizou o segundo seminário "Dez Mandamentos para uma Estratégia Criativa”, feito em parceria com o YouTube.
2015
Em março, iniciou o segundo workshop feito junto com a Associação Brasileira de Produtoras Independentes de Televisão (ABPITV). No Festival Varilux de Cinema Francês foi a apoiadora do quarto seminário de roteiro audiovisual junto com a ABPITV e do Conservatório Europeu de Escrita Audiovisual. Em junho, divulgou os regulamentos do "Programa de Fomento ao Audiovisual 2015 – Viva o Cinema! Já".
2016
Em janeiro, fechou um acordo com a Rio Film Commission e a Miami-Dade Country of Film and Entertainment, para apoio de locação e logística de produções selecionadas. Em março, junto com a Spcine e a ABPITV, lançou o livro Latin American Training Center (LATC), uma versão atualizada e em inglês e português da primeira publicação feita em 2012.
Foi anunciado em 2016 que através da RioFilme será feita a revitalização de parte do Polo de Audiovisual da Barra da Tijuca.[carece de fontes?]

### Anos 2020
2020
Em julho, anunciou um acordo com a Secretaria de Estado de Cultura e Economia Criativa do Rio (Sececrj) e Centro Técnico Audiovisual (CTAv) para auxílio técnico e produção audiovisual. No mês seguinte, declarou apoio ao movimento #JuntospeloCinema, com algumas salas sendo reabertas com protocolos de segurança devido a pandemia de COVID-19. Em novembro, foi anunciado um acordo com Secretaria de Estado de Cultura e Economia Criativa do RJ para a operacionalização do Espaço Multimídia da Biblioteca Parque Estadual (BPE), localizado no centro do Rio de Janeiro, um dos pontos do contato é a curadoria da Dvdoteca que, na época, contava com 5 mil exemplares.
2021
Em janeiro, foi uma das apoiadoras do "Projeto Rocinha", que exibiu produções audiovisuais na favela da Rocinha. No mês seguinte, cedeu o espaço Casas Casadas para a Cavídeo. Em julho, a RioFilme declarou que irá manter a parceria com a Kinoplex e a Secretaria de Estado de Cultura e Economia Criativa, junto do anúncio de novas ações para aquecer o mercado exibidor do estado.

## Programas
- Programa de Investimento Não Reembolsável
  - Em 2013, esse programa conta com sete linhas: Desenvolvimento de Longa-Metragem, Desenvolvimento de Conteúdo para TV, Produção de Curta-Metragem, Produção e Finalização de Longa-Metragem, Produção de Documentário para TV (em parceria com o Canal Brasil), Produção de Mostras, Festivais e Eventos de Audiovisual e Distribuição de Longa-Metragem.[25]